# Jujols
Jujols (katalanisch Jújols) ist eine französische Gemeinde mit 42 Einwohnern (Stand 1. Januar 2022) im Département Pyrénées-Orientales in der Region Okzitanien. Sie gehört zum Arrondissement Prades und zum Kanton  Les Pyrénées catalanes.

## Geographie
Nachbargemeinden von Jujols sind Nohèdes im Norden, Serdinya im Osten und Olette im Westen.

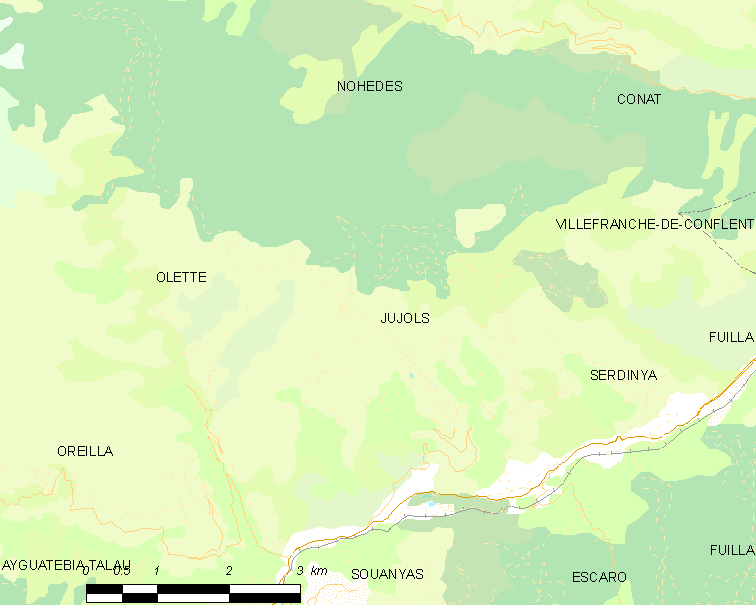
Karte von Jujols

## Politik

### Bürgermeister
| Name                 | Amtsdauer   |
| -------------------- | ----------- |
|                      |             |
| Jean-Antoine Jaulent | ?-Juni 1815 |
| Louis Broch          | Juni 1815–? |
|                      |             |
| Jean Jaulent         | 1955–1977   |
| Jean Battle          | 1977–1979   |
| Yvon Robert          | 1979–1987   |
| Olivier Robert       | 1987–1989   |
| Yvon Robert          | 1989–1995   |
| Josiane Isnard       | 1995–2001   |
| Jean-Louis Arcis     | 2001–2008   |
| Eric Nivet           | 2008–       |

## Bevölkerungsentwicklung
| Jahr      | 1962 | 1968 | 1975 | 1982 | 1990 | 1999 | 2013 |
| Einwohner | 21   | 18   | 11   | 36   | 37   | 43   | 46   |

## Sehenswürdigkeiten
- Kirche Saint-Julien-et-Sainte-Basilisse